# New York Tribune

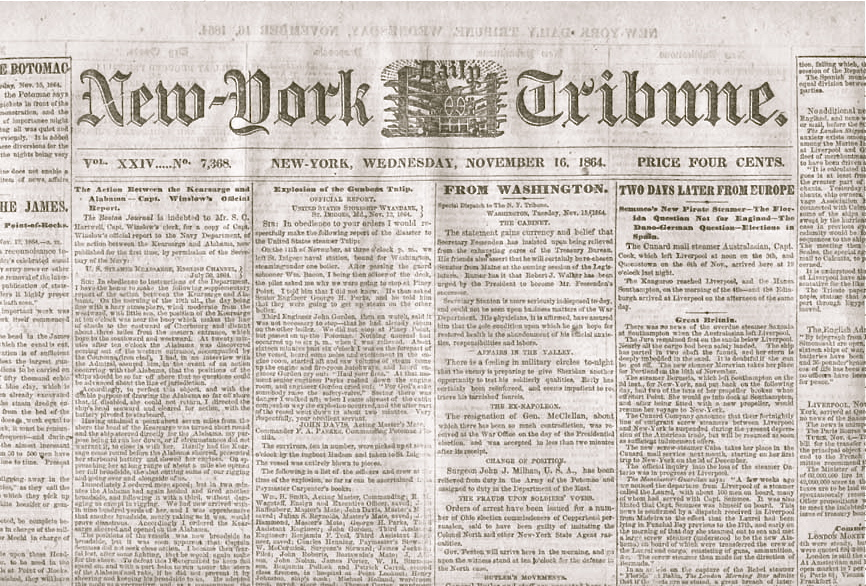
Prima pagina del New York Tribune del 16 novembre 1864.

Il New York Tribune (originariamente New-York Tribune) fu un quotidiano di New York fondato nel 1841 da Horace Greeley. Per molto tempo fu considerato uno dei primi quotidiani degli Stati Uniti d'America.
Vi scrisse, tra gli anni Cinquanta e Sessanta dell'Ottocento, anche Karl Marx. 
Alla morte di Greeley, avvenuta nel 1872, la proprietà del giornale passò a Whitelaw Reid. Sotto la guida del figlio, Ogden Mills Reid, il giornale si fuse con il New York Herald facendo nascere così il New York Herald Tribune, che continuò ad essere guidato da Ogden Mills Reid fino alla sua morte, nel 1947.